# Изорела
Изорела (итал. Isorella) је насеље у Италији у округу Бреша, региону Ломбардија.
Према процени из 2011. у насељу је живело 3561 становника. Насеље се налази на надморској висини од 55 м.

## Становништво
| 1951. | 1961. | 1971. | 1981. | 1991. | 2001. | 2011. |
| ----- | ----- | ----- | ----- | ----- | ----- | ----- |
| 3.003 | 2.460 | 2.613 | 3.015 | 3.211 | 3.533 | 4.091 |